# Шарунас Шулскіс
Шарунас Шулскіс (лит. Šarūnas Šulskis; нар. 26 листопада 1972, Кедайняй) – литовський шахіст, гросмейстер від 1996 року.

## Шахова кар'єра
Від середини 1990-х років належить до чільної когорти литовських шахістів. Перший титул чемпіона Литви серед дорослих здобув 1994 року у Вільнюсі. Через рік на чемпіонаті країни поділив 2-ге місце (знову ж у Вільнюсі), а також на зональному турнірі (відбіркового циклу чемпіонату світу) Ризі (позаду Лембіта Олля, разом з Яаном Ельвестом). У 2000 році поділив 3-тє місце (позаду Сергія Долматова і Лайоша Портіша) на сильному турнірі за швейцарською системою в Лінаресі і поділив 2-ге місце (позаду Ханнеса Стефанссона) в Лісабоні. 2001 року переміг (разом з Алоїзасом Квейнісом) на чемпіонаті Литви, який відбувся в Каунасі. Рік по тому посів 1-ше місце (перед Крішнаном Сашікіраном на турнірі open в Калькутті і поділив 2-ге місце (позаду Володимира Єпішина) на Острові Мен. Ще одного успіху на цьому самому турнірі  досягнув 2003 року, поділивши 2-ге місце (позаду Сімена Агдестейна і Смбата Лпутяна). У 2004 році виграв у Вільнюсі титул чемпіона країни, а в Паланзі поділив 1-ше місце. 2005 року ще одну медаль чемпіонату Литви, поділивши в Шяуляї 1-ше місце, разом з Вікторією Чміліте. Переміг також на турнірі open в Плунге і поділив 1-ше місце (зокрема з Дьюлою Саксом і Павелом Ярачем) у Харкані. 2006 року посів 2-ге місце (позаду Найджела Шорта) на чемпіонаті Європейського Союзу в Ліверпулі. 2007 року виграв ще один титул чемпіона Литви, а 2008 року на фінальному турнірі посів 3-тє місце. 2014 року здобув у Вільнюсі титул чемпіона Литви.
Неодноразово представляв збірну Литви на командних змаганнях, зокрема: сім разів на шахових олімпіадах (1994, 1996, 1998, 2002, 2004, 2008, 2010) і п'ять разів на командних чемпіонатах Європи (1997, 2005, 2007, 2009, 2011).
Тричі брав участь у чемпіонаті світу ФІДЕ, який проходив за олімпійською системою:
- 1997 - Гронінген - у 1-му раунді програв з Йохану Хьяртарсону[7],
- 2001 - Москва - у першому раунді переміг Олександра Графа, а в другому програв Петру Свідлеру[8],
- 2004 - Триполі - у 1-му раунді переміг Варфоломея Мацею, а в 2-му програв Костянтину Сакаєву[9].

Найвищий рейтинг Ело в кар'єрі мав станом на 1 березня 2012 року, досягнувши 2596 очок займав тоді 2-ге місце (позаду Едуардаса Розенталіса) серед литовських шахістів.

## Зміни рейтингу
| На цьому місці має відображатися графік чи діаграма, однак з технічних причин його відображення наразі вимкнено. Будь ласка, не видаляйте код, який викликає це повідомлення. Розробники вже працюють для того, щоби відновити штатне функціонування цього графіка або діаграми. | |
| | На цьому місці має відображатися графік чи діаграма, однак з технічних причин його відображення наразі вимкнено. Будь ласка, не видаляйте код, який викликає це повідомлення. Розробники вже працюють для того, щоби відновити штатне функціонування цього графіка або діаграми. |